# میکویان-گورویچ آی-۲۷۰
میکویان-گورویچ آی-۲۷۰ (به انگلیسی: Mikoyan-Gurevich I-270) یک هواپیمای ساختِ کارخانهٔ میگ در کشور اتحاد جماهیر سوسیالیستی شوروی است. نخستین استفاده‌کنندهٔ این هواپیما نیروی هوایی شوروی بوده‌است. این هواپیما برای نخستین بار در ۱۹۴۶ میلادی مورد استفاده قرار گرفت.